# Rivo Rakotovao

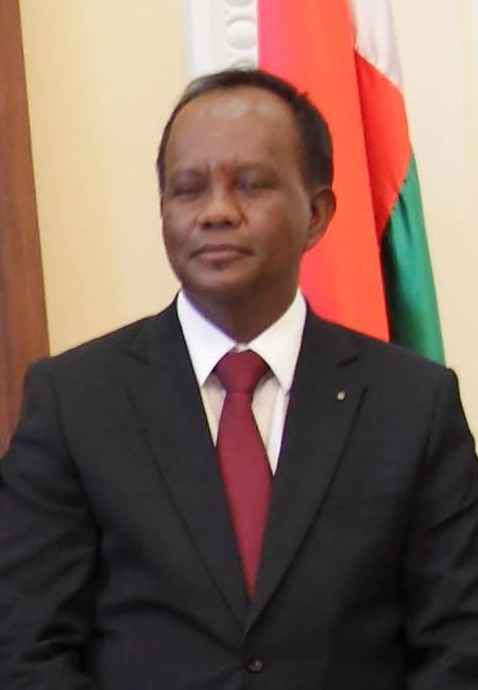
Rakotovao (2014)

Rivo Rakotovao (* 12. Mai 1960) ist ein madagassischer Politiker, der am 7. September 2018 Staatspräsident von Madagaskar wurde. Dieses Amt übernahm er von Hery Rajaonarimampianina, der dieses verfassungsgemäß am 7. September 2018 niederlegen musste, um erneut an der Präsidentschaftswahl am 7. November 2018 teilnehmen zu können.

## Leben
Rakotovao gehörte schon in frühen Jahren zum engeren Kreis des späteren Staatspräsidenten Hery Rajaonarimampianina. Als dieser Minister für Finanzen und Budget seines Heimatlandes wurde, fungierte Rakotovao als technischer Berater. Rakotovao wurde dessen Sonderberater und später Minister für Raumplanung, Minister für Landwirtschaft und Viehzucht, sowie Senator. 2017 wurde er Präsident des madagassischen Senats. Für wenige Wochen fungierte er zudem als Vorsitzender der Präsidentenpartei Hery Vaovao ho an'i Madagasikara (HVM). Nachdem Rajaonarimampianina sein Amt als Staatspräsident von Madagaskar am 7. September 2018 verfassungsgemäß niederlegen musste, um erneut an der Präsidentschaftswahl am 7. November 2018 teilnehmen zu können, übernahm der Senatspräsident dessen Amt und wurde Staatspräsident ad interim. 